# Blake Edwards
Blake Edwards (născut William Blake Crump, n. 26 iulie 1922, Tulsa, Oklahoma, SUA – d. 15 decembrie 2010, Santa Monica, California, SUA) a fost un regizor, producător de filme și scenarist american. Caracteristic creațiilor sale sunt comediile turbulente presărate cu numeroase gaguri. 
În anul 2004 pentru realizările sale din întreaga carieră i se acordă premiul Oscar. Printre filmele sale cele lui reușite se numără Operațiunea Jupon (Operation Petticoat, 1959), Micul dejun la Tiffany, Darling Lili, Petrecerea și filmele din seria Pantera Roz.

## Filmografie
- 1954 The Atomic Kid
- 1955 My Sister Eileen
- 1955 Bring Your Smile Along
- 1956 He Laughed Last
- 1957 Mister Cory
- 1958 This Happy Feeling
- 1959 Operation Petticoat
- 1960 High Time
- 1961 Micul dejun la Tiffany (Breakfast at Tiffany's)
- 1962 Experiment in Terror
- 1962 Days of Wine and Roses
- 1963 Pantera Roz (The Pink Panther)
- 1964 O împușcătură în întuneric (A Shot in the Dark)
- 1965 Marea cursă (The Great Race)
- 1966 What Did You Do in the War, Daddy?
- 1967 Gunn
- 1968 Petrecerea (The Party)
- 1968 Inspectorul Clouseau (Inspector Clouseau)
- 1970 Darling Lili
- 1971 Wild Rovers
- 1972 The Carey Treatment
- 1974 The Tamarind Seed
- 1975 Întoarcerea Panterei Roz (The Return of the Pink Panther)
- 1976 Pantera Roz atacă din nou (The Pink Panther Strikes Again)
- 1978 Răzbunarea Panterei Roz (Revenge of the Pink Panther)
- 1979 10
- 1981 S.O.B.
- 1982 Pe urmele Panterei Roz (Trail of the Pink Panther)
- 1982 Victor Victoria
- 1983 Blestemul Panterei Roz (Curse of the Pink Panther)
- 1983 The Man Who Loved Women
- 1984 Micki + Maude
- 1986 A Fine Mess
- 1986 That's Life
- 1987 Blind Date
- 1988 Sunset
- 1989 Arta de a înșela (Skin Deep)
- 1991 Switch
- 1993 Fiul Panterei Roz (Son of the Pink Panther)